# Осадчук Олександр Кузьмич
Олександр Кузьмич Осадчук — український правник, член Центральної виборчої комісії (з 2 лютого 2010).

## Життєпис
Народився у 1961 (с. Сербо-Слобідка, Ємільчинський район, Житомирська область); одружений; має двох синів.
Освіта: Луцький державний педагогічний інститут, «Історія»; Інститут державного управління і самоврядування (1995); Волинський державний університет ім. Лесі Українки, юридичний факультет.
Служив в армії, навчався в інституті, працював учителем ЗОШ, був на комсомольській роботі на виробництві. Був завідувач оргвідділу Ємільчинської райдержадміністрації. З 1995 — заступник директора Українського НДІ харчування з правових питань, заступник керівника агрофірми «Волинь». З 1997 — заступник голови Новоград-Волинської райдержадміністрації, головний консультант-інспектор Головного управління організаційно-кадрової політики та взаємодії з регіонами Адміністрації Президента України. 2005–2009 — керівник центрального апарату Народної партії, член Політвиконкому та Політради, заступник голови НП. З 2007 — завідувач секретаріату депутатської фракції «Блок Литвина» у Верховній Раді України.
Державний службовець 1-го рангу (лютий 2010). Заслужений юрист України. Орден Данила Галицького (серпень 2011).